# Anita Rachvelishvili
Anita Rachvelishvili (en georgiano: ანიტა რაჭველიშვილი; Tbilisi, 1984) es una mezzo-soprano georgiana conocida por sus interpretaciones de Verdi y su versión de Carmen de Bizet. Es la cantante más joven en abrir una temporada en La Scala y en 2007 fue ganadora del Premio Paata Burchuladze.

## Biografía
Rachvelishvili creció en Tbilisi en lo que entonces era la República Socialista Soviética de Georgia.  Su madre hacía danza folclórica y ballet, su padre era compositor y bajista, y ambos cantaban un poco.  Creció en circunstancias difíciles tras la ruptura de la Unión Soviética, incluidas algunas guerras civiles: que provacaban fallas en la electricidad, falta de agua y alimentos.
A pesar de las dificultades estudió piano y por algún tiempo asistió a la Escuela Mukhran Machavariani.
Anita Rachvelishvili pasó la audición de entrada y entró en el Conservatorio Estatal de Tbilisi donde se formó como cantante bajo Manana Egadze . Hizo su debut en el Teatro Nacional de Ópera de Georgia como Maddalena en Rigoletto y como Olga en Eugenio Onegin cuando aún era estudiante.
Más tarde tuvo la oportunidad de unirse a la prestigiosa escuela de canto del Teatro alla Scala de Milán; sin embargo, a pesar de múltiples intentos por conseguir fondos gubernamentales, no tuvo éxito y su familia se endeudó y embargó su casa para que pudiera proseguir este sueño.  El avance de su carrera se produjo cuando fue elegida por el entonces director musical de La Scala, Daniel Barenboim, para cantar el papel principal en una nueva producción de Carmen en ese teatro.  Esta producción de Carmen en 2009 con el tenor Jonas Kaufmann como Don José fue televisada en todo el mundo y atrajo  atención internaciona a Anita Rachvelishvili.
Su versión de Carmen tuvo gran demanda y fue elogiada por su voz fuerte y presencia en el escenario. Esto la ha llevado a interpretar este papel en teatros como The Royal Opera de Londres, la Canadian Opera Company, la Metropolitan Opera de Nueva York y otros. 
Rachvelishvili ha expresado su deseo de promover la música georgiana y especialmente las óperas georgianas.  En su país de origen ha realizado diversos conciertos de caridad incluyendo algunas canciones de jazz y folk en su repertorio.
Otros papeles principales en su repertorio incluyen Orfeo en Orfeo ed Euridice, Dalila en Sansón y Dalila, Dulcinea en Don Quichotte y Končakovna en el Príncipe Igor.  En 2016, Rachvelishvili apareció como Amneris en una aclamada versión de Aida tanto en la Ópera de París, como en la Ópera Metropolitana en 2018.